# 戸高正啓
戸髙 正啓（とだか まさひろ、戸高 正啓とも）は、TBSテレビメディアビジネス局ライセンス事業部長、（旧TBSエンタテインメント⇒制作3部）編成制作本部制作局制作センターバラエティ制作部の元チーフプロデューサー部次長、演出家である。

## 来歴
宮崎県出身。宮崎県立宮崎南高等学校、慶應義塾大学法学部卒業。1986年の入社時から一貫してドラマの第一制作部（現・制作1部）に所属、チーフディレクターだった。
2000年4月スタートの『ガキバラ帝国2000!』でバラエティを初プロデュース。バラエティーのプロデュースと平行して、スペシャルドラマ等の演出を続けていた。2003年から現職。2008年2月～3月にかけて、全ての番組を吉田裕二チーフプロデューサーに引き継いでいる。

## 過去の担当番組

### バラエティー
プロデューサー
- USO!?ジャパン
- ガキバラ帝国2000!→ガキバラ!
- 学校へ行こう!

チーフプロデューサー
- 儲かりマンデー!!
- オオカミ少年
- ゲンセキ
- 10カラット
- 世界横断!!夢とロマンのマネースペシャル!!あなたの一万円で何ができるか？
- アテネ五輪美女総出演雨上がり＆極楽とんぼ炎の体育会TV2005!!
- さんま・玉緒のお年玉あんたの夢をかなえたろかスペシャル
- 明石家さんまつり
- THE CHAIR
- コトバーチャランド
- ネプベガス
- ネプ理科
- 爆笑問題のバク天!
- オビラジR
- 学校へ行こう!MAX
- 明石家さんちゃんねる
- さんまのSUPERからくりTV
- がっちりマンデー!!
- R30
- 叱って!ブロンド先生

### ドラマ
- ラブとエロス（出演：長瀬智也、浅野温子、藤井フミヤ）
- 天国に一番近い男（出演：松岡昌宏、陣内孝則、窪塚洋介、奥菜恵）
- 天国に一番近い男2（出演：松岡昌宏、陣内孝則、妻夫木聡、櫻井翔、加藤あい）
- P.S.元気です、俊平（出演：堂本光一、瀬戸朝香、仲間由紀恵、藤木直人、柴咲コウ）
- ボクの就職（出演：緒形直人、渡瀬恒彦、忌野清志郎、竹野内豊★初出演ドラマ）
- チープ・ラブ（出演：反町隆史、鶴田真由、吉沢悠）
- オトナの男（出演：役所広司、松本明子、西村雅彦、段田安則、余貴美子）
- 独身生活（出演：江角マキコ、佐藤浩市）
- 熱い胸さわぎ（出演：大沢たかお）
- 課長さんの厄年（出演：萩原健一、石田えり）
- 冠婚葬祭部長（出演：萩原健一、浅田美代子）
- メロディー（出演：小泉今日子、玉置浩二、小林薫）
- まかせてダーリン（出演：陣内孝則、賀来千香子、城島茂、中山エミリ）
- 部屋においでよ（出演：山口達也、清水美砂、筧利夫）
- ラブ・ジャッジ（出演：泉ピン子、ガレッジセール、松岡充、三浦理恵子、花田勝、小林稔侍）
- ラブ・ジャッジ2（出演：同上、坂本冬美、にしきのあきら、林家ペー、林家パー子）
- ホームワーク（出演：唐沢寿明、福山雅治、清水美砂、筧利夫）
- 輝け隣太郎（出演：唐沢寿明、江角マキコ、樹木希林、中居正広）
- パラダイスにっぽん（出演：深津絵里★初主演ドラマ、渡瀬恒彦、マンジョット・ベディ、松下由樹）
- 天国に響け、僕のシンバル（出演：沢口靖子、萩原聖人）

### 舞台
- 十二人の怒れる男
- Sweeney Todd (Sweeney　Todd)
- The Front Page (Irving Pincus)
- Runaways (Lazar)